# Múscul tibial posterior
El múscul tibial posterior (musculus tibialis posterior), té forma allargada i està situat en el pla profund de la regió posterior de la cama. És un dels tres músculs profunds del compartiment posterior de la cama. Els altres músculs profunds són el flexor llarg del dit gros i el flexor llarg dels dits; el tibial posterior és el més poderós d'aquests músculs profunds. Els tres músculs estan innervats pel nervi tibial que és una branca del nervi ciàtic. La irrigació la realitzen branques de l'artèria tibial posterior.

## Insercions
S'insereix en la seva part superior, en la cara posterior de la tíbia i el peroné, mentre que a la seva part inferior forma un tendó que passa per darrere del mal·lèol intern del turmell, arriba a la planta del peu i s'insereix en l'os escafoide o navicular, al cuneïforme central i en la base dels ossos metatarsians.

## Funció
La seva acció té tres funcions: 
- Adducció del peu. Efectua una tracció interna que provoca l'adducció tarsiana, és a dir fa que la planta del peu miri cap a dins i s'elevi la seva vora intern, funció antagònica amb la del múscul peroneal lateral curt.
- Estabilització de la volta plantar. La inserció en el centre del tars, que es disposa en forma d'arcada, serveix per estabilitzar la volta del peu en el seu terç posterior.
- Flexió plantar del peu. És una acció secundària que és antagònica a la del múscul tibial anterior.[4]

## Lesions
Les més freqüents són les tendinopaties (lesions del tendó), habituals durant l'activitat esportiva, sobretot en els corredors de llargues distàncies. La lesió provoca dolor a la regió posterior del mal·lèol intern del turmell que augmenta quan es realitza l'adducció, supinació o extensió del peu. Per exemple, al col·locar-se en posició de puntetes o fer que la planta del peu miri cap endins.

## Galeria d'imatges

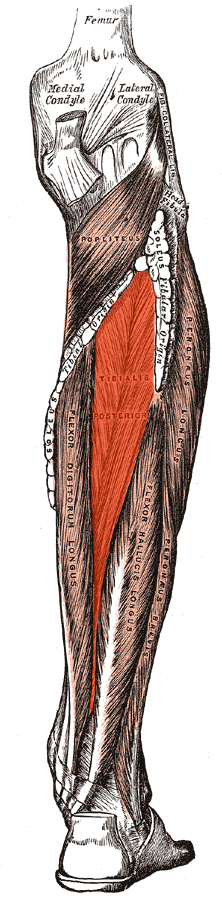
Músculs de la part posterior de la cama. Capa profunda.
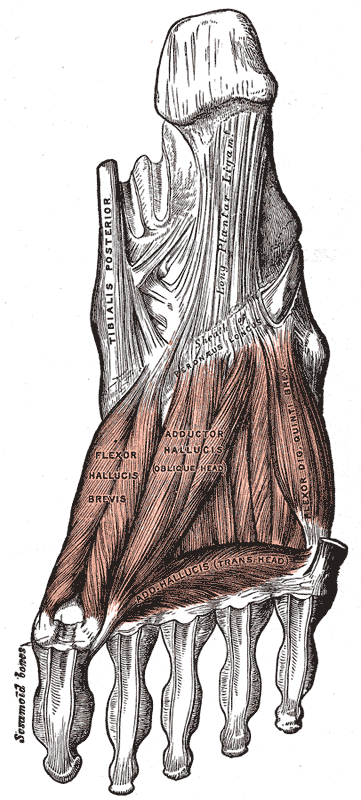
Músculs de la planta del peu. Tercera capa.
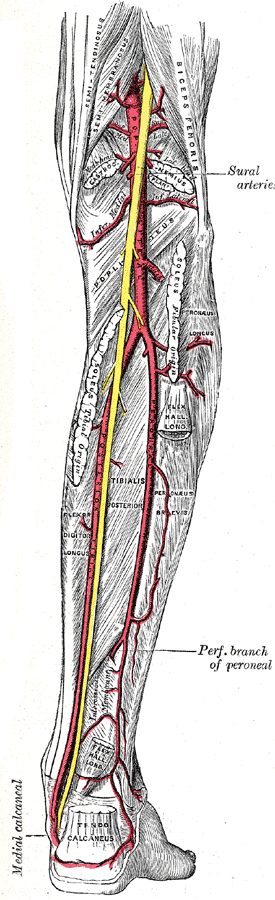
Artèries poplítia, tibial posterior i peroneal.
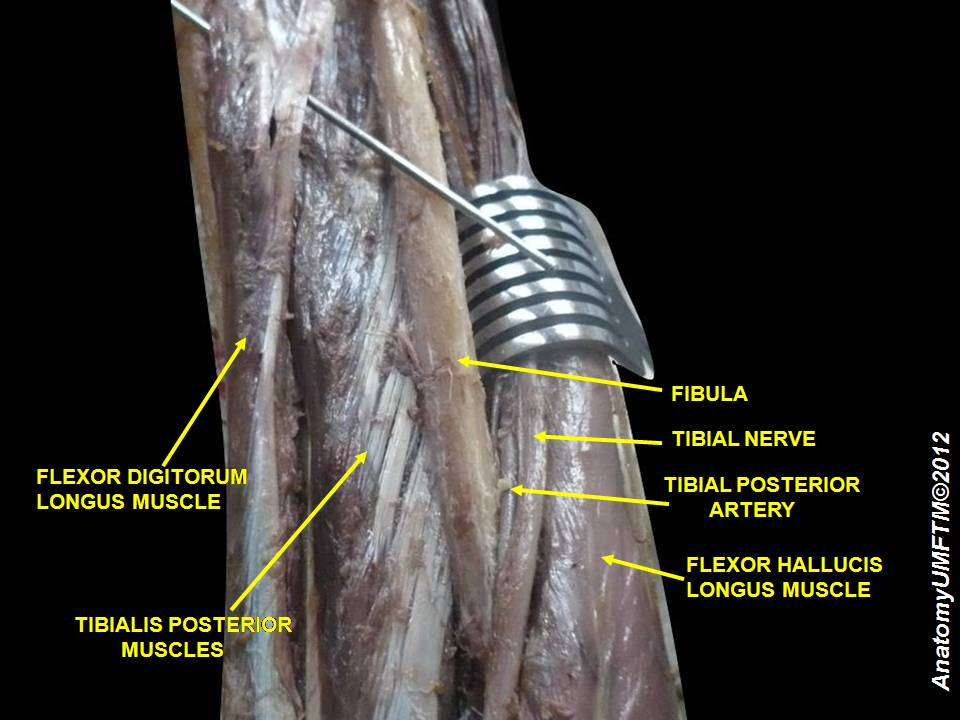
Músculs de la part posterior de la cama. Capa profunda (dissecció).